# Лосевская (Устьянский район)
Лосевская — деревня в Устьянском районе Архангельской области. Входит в состав муниципального образования «Октябрьское».

## География
Деревня расположена в южной части Архангельской области, в таёжной зоне, в пределах северной части Русской равнины, в 26 километрах на северо-запад от посёлка Октябрьский, на левом берегу реки Устья, при впадении в неё притока Чадромка. Ближайшие населённые пункты: на западе деревня Белоусово, на северо-западе деревня Леонтьевская.
Часовой пояс
Лосевская, как и вся Архангельская область, находится в часовой зоне МСК (московское время). Смещение применяемого времени относительно UTC составляет +3:00.

## Население
| 2002 | 2010 | 2012 |
| ---- | ---- | ---- |
| 3    | ↗9   | ↘6   |

## История
Указана в «Списке населённых мест по сведениям 1859 года» в составе 2-го стана Вельского уезда Вологодской губернии под номером «2421» как «Лосевская». Насчитывала 9 дворов, 28 жителей мужского пола и 30 женского.
В материалах оценочно-статистического исследования земель Вельского уезда упомянуто, что в 1900 году в административном отношении деревня входила в состав Чадромского сельского общества Леонтьевской волости. На момент переписи в селении Лосевское находилось 12 хозяйств, в которых проживало 42 жителя мужского пола и 47 женского.